# 무가제법도
무가제법도(일본어: 武家諸法度 부케쇼핫토[*])는 에도 시대에 에도 막부가 무가(武家), 즉 다이묘와 막부 가신 등의 무사들을 통제하기 위하여 제정한 법령이다.

## 개요
에도 막부의 성립 후, 게이초 16년(1611년)에 막부가 무가로부터 받아낸 서약서의 3개 조항에 스덴이 초안을 쓴 10개 조항을 덧붙인 것을, 게이초 20년(1615년) 7월에 2대 쇼군 도쿠가와 히데타다가 후시미성에서 공포한 것이 무가제법도의 시작이다. 이때 반포된 법령이 '겐나령(元和令)이다.
3대 쇼군 도쿠가와 이에미쓰가 산킨코타이 제도와 대형 선박 건조 금지 등의 조항을 추가하여 19개조 법령을 만들었는데 이것이 간에이령(寛永令)이다. 여기에 4대 쇼군 도쿠가와 이에쓰나는 법령에 기독교 금지를 명문화하였고, 5대 쇼군 도쿠가와 쓰나요시도 법령을 개정하여 덴나령(天和令)을 만들었다. 그 후 6대 쇼군 도쿠가와 이에노부가 이를 다시 개정하여 구체적인 내용의 법령을 반포하였으나, 8대 쇼군 도쿠가와 요시무네는 이를 파기하고 덴나령으로 복귀하였고 이후 무가제법도의 개정은 행해지지 않았다.

## 공포시의 쇼군과 기초자
- 겐나령(元和令)
  - 공포 - 1615년
  - 쇼군 - 도쿠가와 히데타다(徳川秀忠)
  - 조항 - 13개조
  - 기초 - 곤치인 스덴(金地院崇伝)
  - 비고 - 도쿠가와 이에야스(徳川家康)의 명으로 기초

- 간에이령(寛永令)
  - 공포 - 1635년
  - 쇼군 - 도쿠가와 이에미쓰(徳川家光)
  - 조항 - 19개조
  - 기초 - 하야시 라잔(林羅山)
  - 개정 - 산킨코타이(参勤交代)의 제도화, 500석 이상의 대선의 건조 금지(상선에 대해서는 1638년에 철회)

- 간분령(寛文令)
  - 공포 - 1663년
  - 쇼군 - 도쿠가와 이에쓰나(徳川家綱)
  - 개정 - 기독교 금교의 명문화

- 덴나령(天和令)
  - 공포 - 1683년
  - 쇼군 - 도쿠가와 쓰나요시(徳川綱吉)
  - 개정 - 순사(殉死) 금지의 명문화, 말기양자(末期養子)의 금지 완화를 명문화

- 쇼토쿠령(正徳令)
  - 공포 - 1710년
  - 쇼군 - 도쿠가와 이에노부(徳川家宣)
  - 기초 - 아라이 하쿠세키(新井白石)
  - 개정 - 일문체로 무가가 준수해야할 것을 보다 구체화

- 교호령(享保令)
  - 공포 - 1717년
  - 쇼군 - 도쿠가와 요시무네(徳川吉宗)
  - 비고 - 덴나령을 답습, 이후 개정은 이루어지지 않음

## 같이 보기
- 금중병공가제법도
- 사원제법도